# Mohammad Hanif
 (mai 2023).
Mohammad Hanif, né en 1961 à Boroudjerd, est un romancier et universitaire iranien. Il est lauréat de plusieurs prix nationaux, dont le prix iranien du livre de l'année, les prix littéraires Jalal Al-e-Ahmad, le Golden Pen Award,,.

## Biographie
Quelques années après la révolution de 1979, il commence sa carrière comme instituteur paysan[réf. nécessaire]. Cependant, il a rapidement été licencié de son travail en raison d'accusations politiques infondées[précision nécessaire]. Puis, il est entré à l'Université de Kharazmi (en) pour étudier l'histoire ; mais la littérature, ainsi que l'écriture créative, sont restées une priorité pour lui. Sa spécialité en histoire l'a encouragé à écrire abondamment sur le folklore persan et a également fait de lui l'un des rares romanciers iraniens à utiliser le réalisme magique dans ses romans : une approche particulièrement évidente dans ses œuvres ultérieures, par exemple, Le Chapeau magique et la statue de cuivre (nouvelle), Cet homme sentait la mort depuis lors (nouvelle), Avec un travail acharné (nouvelle) et La Localisation du réalisme magique en Iran (travail de recherche).
Il se consacre aujourd'hui principalement à la fiction,.

## Fiction
- Avec un dur labeur (2019)
- La Magie de Gupta (2018)
- Cet homme sentait la mort depuis lors (2017)
- Le Chapeau magique et la statue de cuivre (2012)
- La Cage : la vie dans un camp de prisonniers (2009)
- Les Rêves du cerf (2008)
- Fleurs glacées (1998)

## Voir également
- Réalisme magique
- Gabriel García Márquez